# Gmina Gällivare
Gmina Gällivare (szw. Gällivare kommun) – gmina w Szwecji, w regionie Norrbotten, siedzibą jej władz jest Gällivare.
Pod względem zaludnienia Gällivare jest 124. gminą w Szwecji. Zamieszkuje ją 19 204 osób, z czego 48,53% to kobiety (9319) i 51,47% to mężczyźni (9885). W gminie zameldowanych jest 487 cudzoziemców. Na każdy kilometr kwadratowy przypada 1,13 mieszkańca. Pod względem wielkości gmina zajmuje 3. miejsce.
Większe miejscowości gminy to Gällivare, Malmberget, Koskullskulle, Ullatti, Nilivaara, Puoltikasvaara.